# Leon Sturm
Leon „Rumukulus“ Sturm (* 2001) ist ein professioneller deutscher Pokerspieler. Er gewann 2023 ein Bracelet beim High Roller der World Series of Poker.

## Pokerkarriere

### Online
Sturm stammt aus Nordrhein-Westfalen und spielt seit Juni 2017 Onlinepoker. Er nutzt die Nicknames Rumuku!us (GGPoker) und RUMUKULUS (PokerStars sowie Americas Cardroom) und spielt bei partypoker unter seinem echten Namen. Auf PokerStars erspielte sich der Deutsche Turnierpreisgelder von über 2 Millionen US-Dollar und gewann 2022 ein Event der World Championship of Online Poker sowie 2023 eines der Spring Championship of Online Poker. Bei GGPoker sicherte er sich bislang rund 5 Millionen US-Dollar und erhielt Anfang Juni 2023 sein höchstes Preisgeld von über 1,5 Millionen US-Dollar für den Sieg bei den World Festival Super Million$. Darüber hinaus erzielte er auf der Plattform zahlreiche Geldplatzierungen bei der World Series of Poker Online. Im Jahr 2020 kam Sturm während der COVID-19-Pandemie auf partypoker dreimal beim Main Event der World Poker Tour in die Geldränge.
Im Jahr 2022 stand der Deutsche erstmals unter den Top 10 des PokerStake-Rankings, das die erfolgreichsten Onlinepoker-Turnierspieler weltweit listet. Im Jahr 2023 war er zeitweise auf dem vierten Platz gelistet.

### Live
Seine erste Geldplatzierung bei einem Live-Pokerturnier erzielte Sturm Anfang Oktober 2019 in London, wo er ein 25 Pfund teures Bounty-Turnier für sich entschied. Im Juni 2022 war er erstmals bei der Hauptturnierserie der World Series of Poker (WSOP) im Bally’s Las Vegas und Paris Las Vegas in Paradise am Las Vegas Strip erfolgreich und kam bei sechs Turnieren der Variante No Limit Hold’em in die Geldränge, u. a. belegte er den 616. Platz im Main Event. Beim Main Event der World Poker Tour im Venetian Resort Hotel am Las Vegas Strip wurde der Deutsche Mitte Juli 2022 Vierter und erhielt 327.000 US-Dollar. Bei der WSOP 2023 gewann er das 50.000 US-Dollar teure High Roller und erhielt mehr als 1,5 Millionen US-Dollar sowie ein Bracelet. Ende Juli 2023 spielte Sturm erstmals bei der Triton Poker Series und belegte in London einen mit 313.000 US-Dollar dotierten sechsten Platz. Bei der erstmals ausgespielten World Series of Poker Paradise auf den Bahamas beendete er im Dezember 2023 das Ultra High Roller als Dritter und sicherte sich mehr als 1,3 Millionen US-Dollar.
Insgesamt hat sich Sturm mit Poker bei Live-Turnieren knapp 5 Millionen US-Dollar erspielt.